# 保西里
保西里，原稱保大西里，是台灣南部自清治時期至日治初期的一個行政區劃，其範圍即今台南市的歸仁區北部。
保西里北邊為廣儲西里，東邊為保東里，南邊為歸仁北里、歸仁南里，西邊為長興下里、長興上里。

## 管轄街庄
保西里共轄2個庄：
- 今歸仁區境內：八甲庄、媽祖廟庄